# Graham Robert Allan
Graham Robert Allan (ur. 13 sierpnia 1936 w Southgate, Middlesex, zm. 9 sierpnia 2007 w Cambridge) – brytyjski matematyk zajmujący się analizą funkcjonalną, w szczególności, teorią algebr Banacha.

## Życiorys
W 1964 uzyskał doktorat na University of Cambridge napisany pod kierunkiem Franka Smithiesa pt. Contributions to the theory of locally convex spaces. Autor podręcznika Introduction to Banach spaces and algebras (Oxford Graduate Texts in Mathematics 20, Oxford University Press, Oxford, 2011). W 1979 roku przeszedł na katolicyzm. 
W 1969 nagrodzony Junior Berwick Prize przez London Mathematical Society.